# كارلوس كوربيران
كارلوس كوربيران (مواليد 7 أبريل 1983) هو مدرب كرة قدم إسباني،
```
يدرب فالنسيا حال 
وست بروميتش ألبيون
.
```

## روابط خارجية
- كارلوس كوربيران على موقع قاعدة بيانات كرة القدم.إي يو (الإنجليزية)
- كارلوس كوربيران على موقع Soccerway.com (الإنجليزية)
- كارلوس كوربيران على موقع عالم كرة القدم.نت (الإنجليزية)